# Bağanis Ayrum
Bağanis Ayrum (Baghanis Ayrum) è un villaggio fantasma nel distretto di Qazakh dell'Azerbaigian. Il villaggio è rimasto sotto il controllo dell'Armenia sin dalla prima guerra del Nagorno Karabakh. Il 19 aprile 2024 l'Armenia ha accettato di cedere il villaggio all'Azerbaigian.

## Storia
Il 22 marzo 1990 i contadini azeri spararono a camion e auto di passaggio con targa armena, ferendo diverse persone a bordo di una Volga Sedan.
Per rappresaglia, quattro giorni dopo, diverse auto cariche di armeni armati di fucili e fucili d'assalto attaccarono Baghanis Ayrum prima dell'alba, incendiando circa 20 case e uccidendo 8 civili azeri. Secondo quanto riferito, i corpi di una famiglia, compreso un bambino, furono trovati bruciati tra le braci della loro casa.
Kommersant riferì che a seguito dell'attacco del 26 marzo 1992, undici abitanti del villaggio morirono.